# Пешмерга

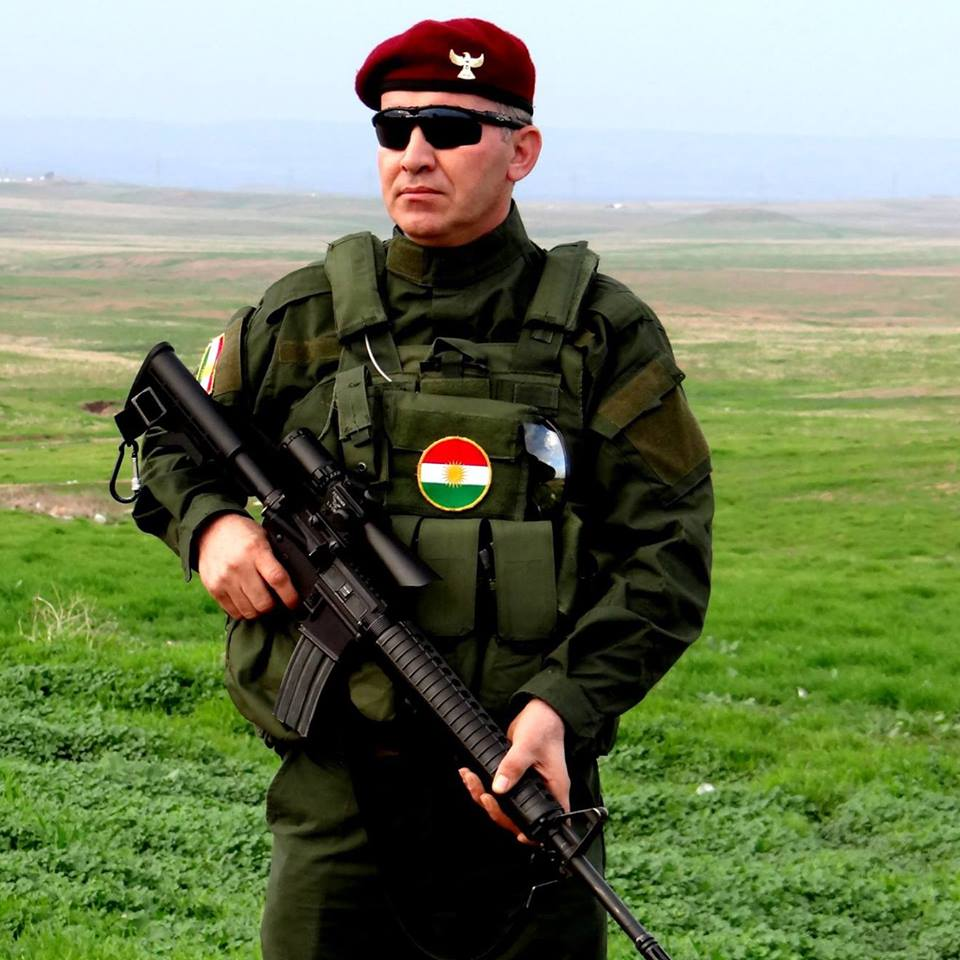
Військовослужбовець Пешмерги з М16

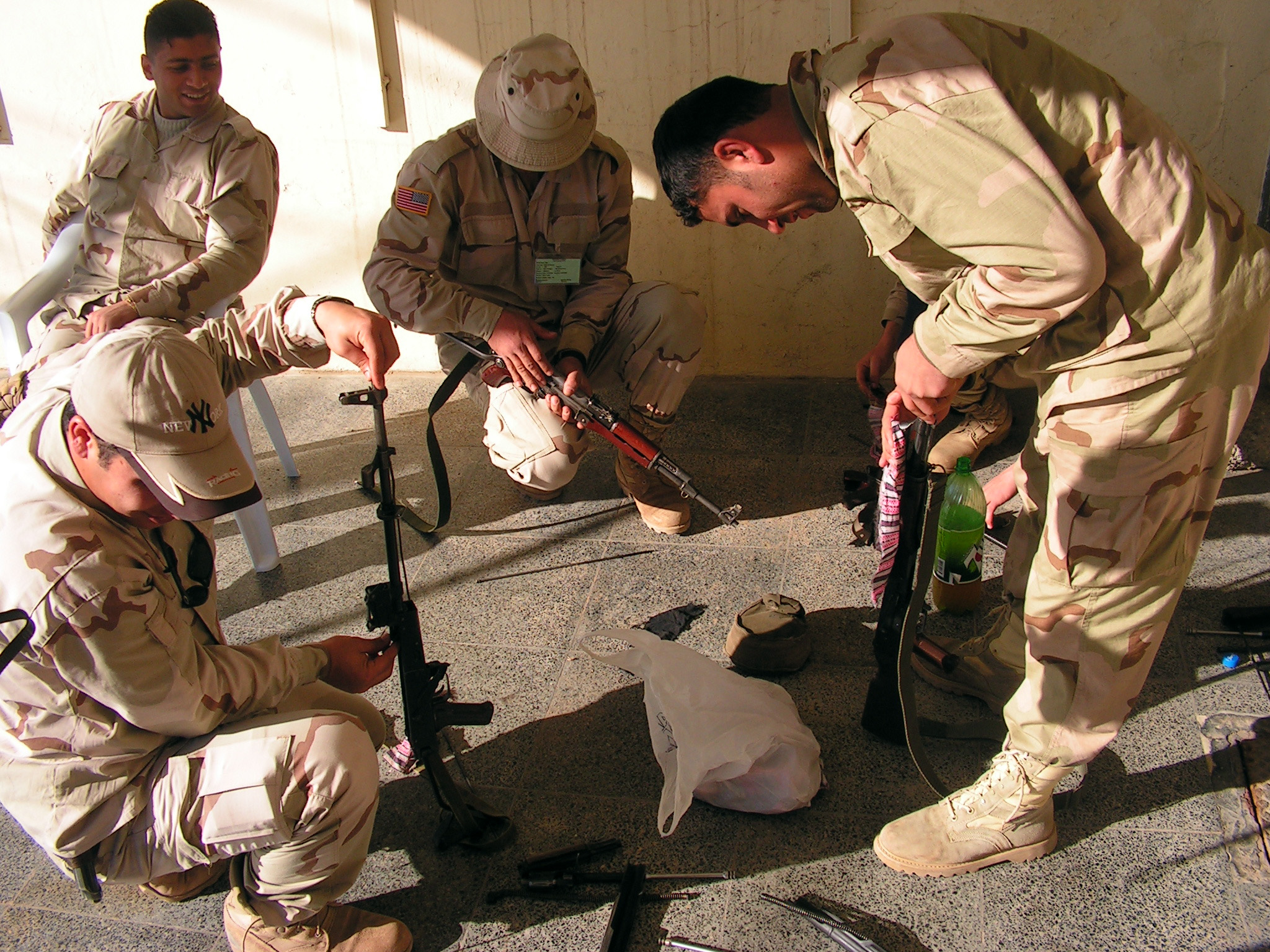
Військовий інструктор ЗС США і військово службовці Пешмерги, 2005 рік

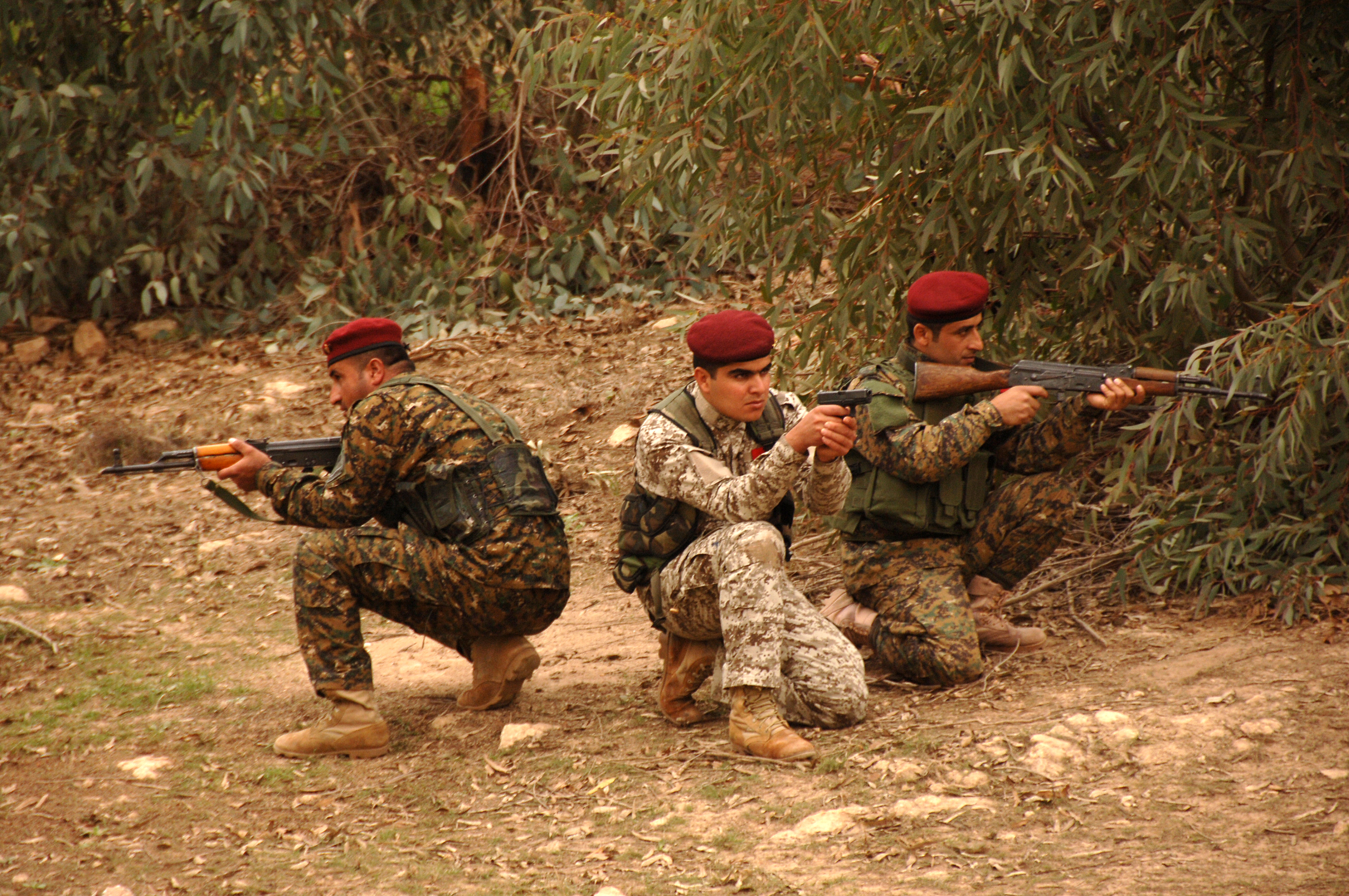
Військовий Пешмарги, Мосул, 2010р.

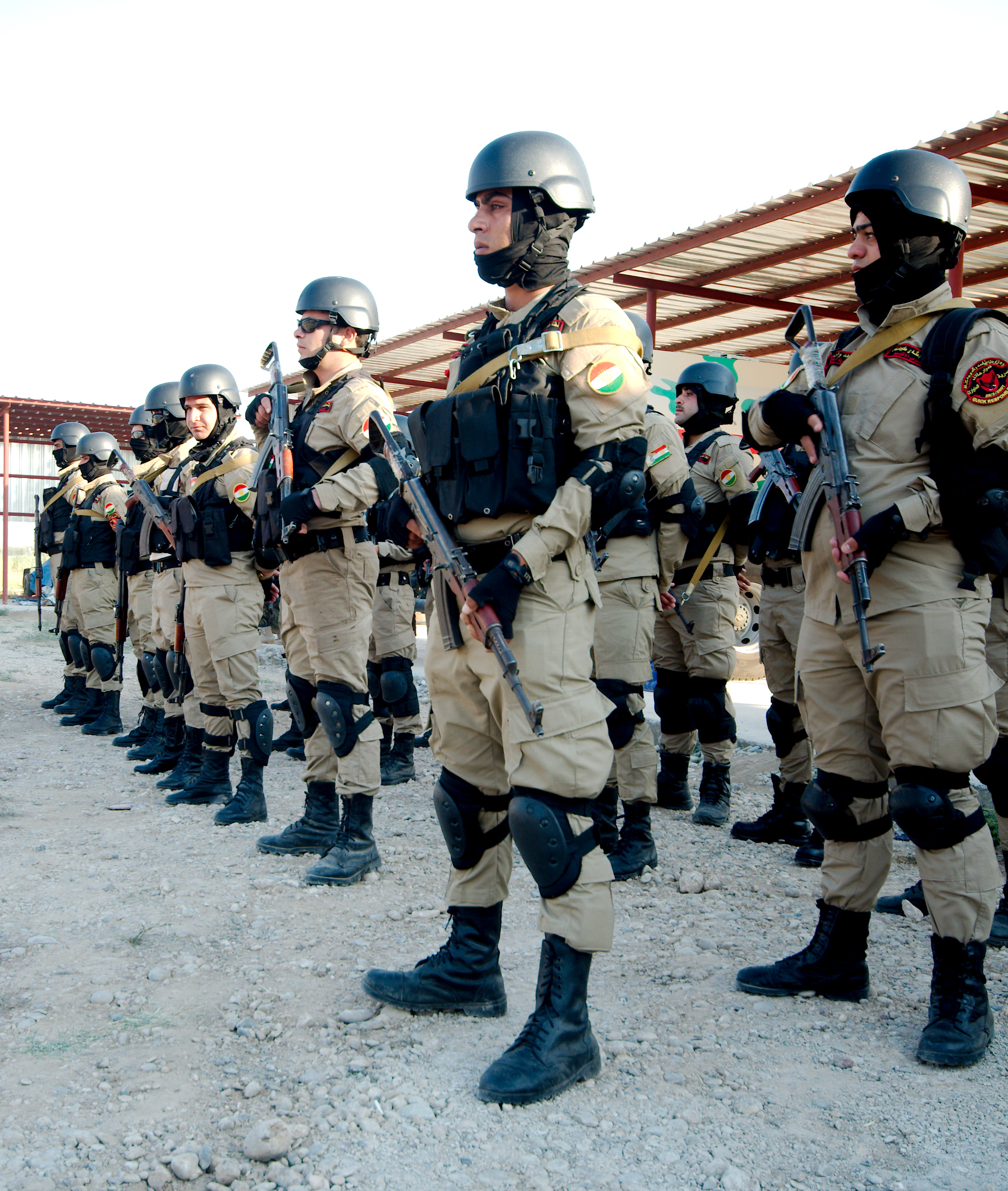
Військові ССО Пешмерга, Сирія, 2014 рік

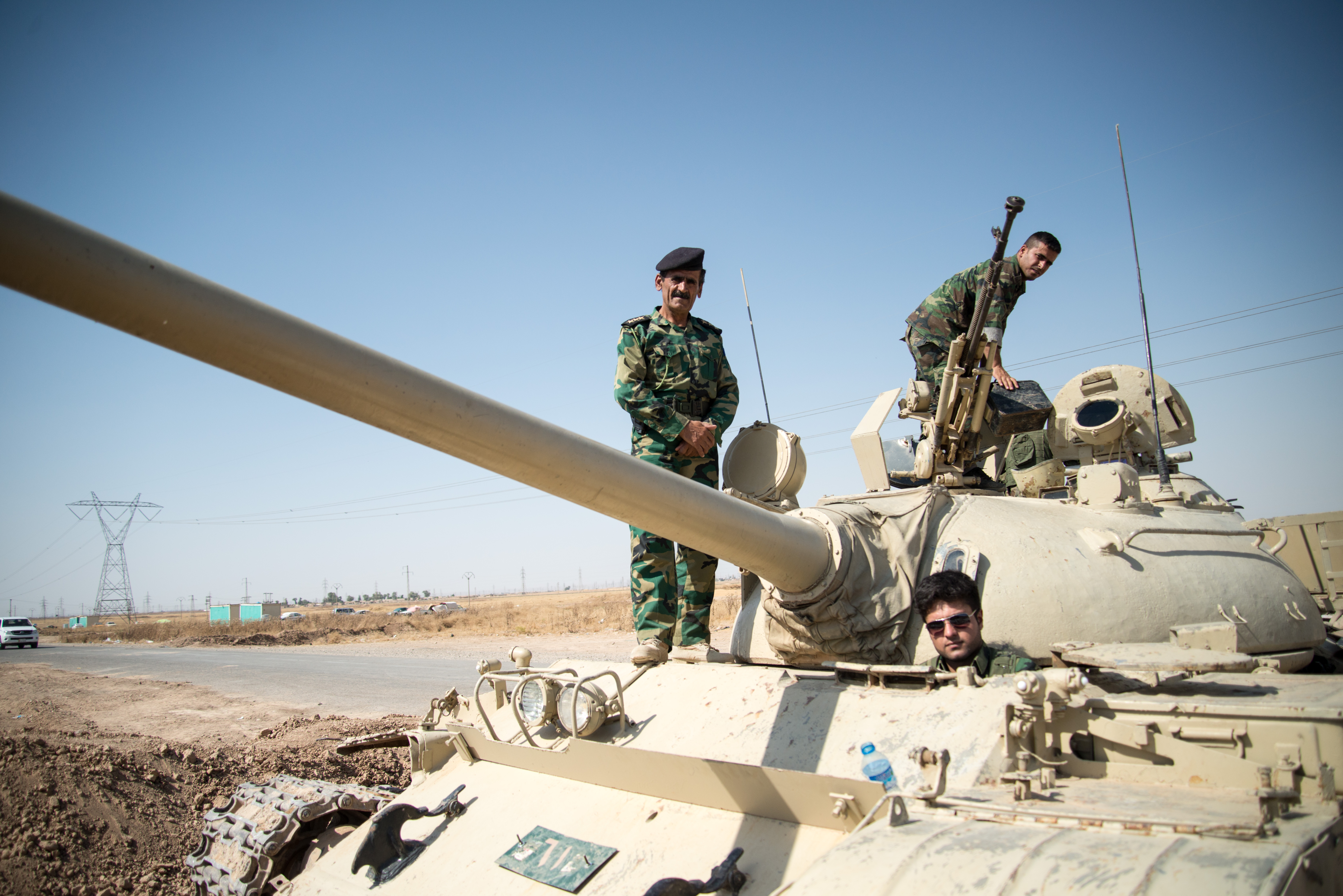
Т-55 Пешмерга, Кіркук, 2014 рік

Пешмерга, пешмарга (курд. Pêşmerge, курд. پێشمەرگە — «які йдуть на смерть», «дивляться в обличчя смерті») — курдські воєнізовані формування в Іракському Курдистані.

## Історія
Назва виникла в середині XX століття як курдський еквівалент ірансько-арабському поняттю «фідаї», яким називали воїнів, які присвятили себе боротьбі за високу ідею (спочатку — за віру); саме слово ввів курдський письменник, поет і політичний діяч Ібрагім Ахмед.
Під час Вересневого повстання в 1961–1975 роках загони пешмерга, чисельність яких за час повстання зросла приблизно до 15000 чоловік, стали походити на регулярні армійські підрозділи — бійці були одягнені в однакову захисну форму, отримували платню, були зведені в «дивізії» (фактично бригади), батальйони, роти, взводи та відділення. Для вступу на службу в пешмерга необхідно було пройти серйозний відбір, не брали жінок і підлітків до 18 років.
Житлами для пешмерга служили головним чином печери; в печерах були й склади. У 1961–1963 рр.. в печері знаходилася і штаб-квартира ДПК, що вважалася одночасно генеральним штабом курдської армії. Влітку жили, як правило, в куренях.
Основною зброєю пешмерга в 1960-х рр.. були чеські довоєнні гвинтівки «Брно-17» (модифікація німецької гвинтівки); поступово їх витіснили радянські АК і АКМ, в тому числі і їх низькоякісні, але дешеві китайські модифікації. Незабаром після початку Вересневого повстання (а саме в 1963 році) з'явилися міномети, у тому числі важкі. З'явилася і артилерія, так що у Мустафи Барзані існували навіть особливі артилерійські курси.
Після прийняття в 2005 р. нової іракської конституції, пешмерга формально вважаються елементом іракських силових структур, хоча фактично підкоряються насамперед уряду Іракського Курдистану (що створив Міністерство у справах пешмерга) і керівництву своїх партій — Демократичної партії Курдистану і Патріотичного союзу Курдистану).
Німецький уряд надавав допомогу загонам Пешмерга для їхнього посилення в боротьбі з бойовиками Ісламської Держави. Серед переданого обладнання були й гвинтівки G36. З весни 2014 було передано 16 тисяч гвинтівок G3 та карабінів G36. Взимку 2015 було вирішено передати іще 4 тисячі карабінів G36 та 6 мільйонів набоїв до них. Також було вирішено надати 200 ракет MILAN і п'ять бронетранспортерів Dingo ATF.

## Озброєння

### Техніка
| Тип    | Вигляд | Виробництво | Призначення           | Кількість | Примітки |       |
| Танки  | Танки  | Танки       | Танки                 | Танки     | Танки    | Танки |
| ------ | ------ | ----------- | --------------------- | --------- | -------- | ----- |
| Т-72   |        | СРСР        | Основний бойовий танк | більше 30 |          |       |
| Т-62   |        | СРСР        | Танк                  | 150-170   |          |       |
| Т-55   |        | СРСР        | Основний бойовий танк | 95        |          |       |
| Тип 69 |        | КНР         | Основний бойовий танк | 215       |          |       |
| ПТ-76  | PT-76  | СРСР        | Плаваючий танк        | більше 70 |          |       |

### Гелікоптери
| Найменування               | Країна виробник | Тип                     | Примітки              |
| -------------------------- | --------------- | ----------------------- | --------------------- |
| MD 530F                    | США             | Багатоцільовий вертоліт | 12 замовлено          |
| MD 902 Explorer            | США             | Багатоцільовий вертоліт | 2 замовлено           |
| Мі-8                       | СРСР            | Транспортний вертоліт   |                       |
| Мі-17                      | СРСР            | Транспортний вертоліт   | 2 запозиченні в Іраку |
| Eurocopter EC120 Colibri   | Франція         | Багатоцільовий вертоліт |                       |
| Eurocopter EC135           | Німеччина       | Багатоцільовий вертоліт |                       |
| Bell 206                   | США             | Utility helicopter      |                       |
| Bell OH-58 Kiowa[джерело?] | США             | Вертоліт                |                       |
| Sikorsky S-333             | США             | Utility helicopter      |                       |